# Ichneumon piceatorius
Ichneumon piceatorius là một loài tò vò trong họ Ichneumonidae.